# Izet Sarajlić
Izet Sarajlić (16 de marzo de 1930 - 2 de mayo de 2002) fue un filósofo, ensayista, traductor y poeta bosniaco. Sarajlić es el poeta de Bosnia y Herzegovina más conocido después de la Segunda Guerra Mundial, y el más traducido de la ex Yugoslavia.

## Biografía
Sarajlić nació en Doboj en marzo de 1930. Pasó su infancia en Trebinje y Dubrovnik y en 1945 se trasladó a Sarajevo, donde permanecería el resto de su vida.
En Sarajevo realiza sus estudios secundarios y entraría en el mundo de la poesía yugoslava a los 19 años con la colección "U susretu" ("En la reunión"). Se graduó del Departamento de Filosofía y Literatura comparada, y se doctoró en Filosófica de las ciencias en la Facultad de Filosofía de la Universidad de Sarajevo. Durante sus estudios en la universidad de desempeñó como periodista.
Después de graduarse, se convirtió en profesor de tiempo completo en la Facultad de Filosofía de la Universidad de Sarajevo. Fue miembro de la Academia de Ciencias y Artes de Bosnia y Herzegovina y de la Sociedad de Escritores de Bosnia y Herzegovina, así como de la Asociación de intelectuales "Krug 99" ("Círculo de 99"). En 1962 junto con Tahmiščić Husein, Ahmet Hromadžić, Velimir Milosevic i Vladimir Cerkez, fundó el festival internacional del libro "Días de Poesía Sarajevo".
Durante su carrera, Sarajlić publicó más de 30 libros de poesía, algunos de los cuales han sido traducidos a 15 idiomas, así como numerosas memorias, escritos políticos y traducciones.
Su manuscrito "Sarajevo War Journal" fue redactado durante las primeras semanas del asedio de Sarajevo, y se publicó en 1993 en Eslovenia. Por ello, Sarajlić decía: "Esta es la única colección de la que puedo decir que me gustaría nunca he escrito". En 2013 la mayor parte de estos poemas han sido publicados en España por la editorial Valparaíso. 
Sarajlić decía que pertenecía al siglo XX. Cuando llegó el siglo XXI, las cartas que envió a sus amigos estaban fechadas como "1999+1", "1999+2".
Murió en Sarajevo en 2002, a la edad de 72 años.

## Obra

### Ediciones en español
Se han traducido al español algunas de sus obras poéticas.
- Poesías escogidas. (Traducción de Ana Cecilia Prenz y Juan Octavio Prenz). Colección El hilo de Ariadna. Editorial Alas. Concepción, Chile, 1993.
- Una calle para mi nombre. (Traducción de Juan Vicente Piqueras). Colección 4 Estaciones. Lucena, Ayuntamiento de Lucena, España, 2003. ISBN 978-84-89903-51-7
- Sarajevo. (Traducción de Fernando Valverde Rodríguez y Sinan Gudzevic). Valparaíso ediciones. Granada, 2013.
- Después de mil balas. (Traducción de Fernando Valverde y Branislava Vinaver). Prólogo de Erri de Luca (traducción del prólogo por Carlos Gumpert). Seix Barral, 2017. (Selección de poemas de obras anteriormente traducidas). ISBN 9788432233067